# Alair Cruz Vicente
Alair Cruz Vicente (Aracruz, 19 april 1981) is een Braziliaans-Nederlands voormalig voetballer die als verdediger speelde.

## Loopbaan
Hij speelde in de jeugd als aanvaller bij EC Riachuelo uit Barra do Riacho en bij Desportiva Ferroviária uit Cariacica waarmee hij in 1998 de kwartfinale om de Copa São Paulo voor junioren bereikte. Hij werd door AZ samen met zijn ploeggenoot Caniggia naar Nederland gehaald. Daar brak hij niet door en hij had als verdediger meer succes in de Eerste Divisie bij FC Volendam, Veendam en het inmiddels opgeheven AGOVV. Vervolgens kwam hij een half seizoen uit voor Sparta en later FC Den Bosch. In het seizoen 2014-2015 kwam hij tot en met januari 2015 uit voor SC Telstar. Hij ging naar Brazilië waar hij in de koffieplantage van zijn ouders ging werken en een boekhoudopleiding deed. In januari 2018 ging hij in Brazilië voor Esporte Clube Aracruz spelen in het Campeonato Capixaba Série B. Daar vertrok hij al snel en hij speelde nog voor Pau Brasil in de lokale competitie van het indianenreservaat, het Campeonato Indígena de Futebol da Aldeia Pau-Brasil. In het seizoen 2018/2019 zou Cruz Vicente voor Eersteklasser WVV 1896 gaan spelen maar ging voor VV Nieuweschans in de vijfde klasse spelen. Medio 2019 ging hij naar het Duitse VfL Germania Leer dat uitkomt in de Landesliga Weser-Ems. In 2020 werd hij speler-trainer van het combinatieteam Kickers Leer /Germania Leer II in de Ostfrieslandklasse A (Kreisliga). Medio 2022 heeft VV Wildervank Cruz Vicente vastgelegd als trainer voor Jong Wildervank. Er is een verbintenis van één seizoen (2022/2023) afgesloten.

## Clubstatistieken
| Seizoen | Club             | Competitie     | Duels | Goals |
| ------- | ---------------- | -------------- | ----- | ----- |
| 2001/02 | AZ               | Eredivisie     | 1     | 0     |
| 2002/03 | AZ               | Eredivisie     | 3     | 0     |
| 2003/04 | AZ               | Eredivisie     | 4     | 0     |
| 2004/05 | FC Volendam      | Eerste Divisie | 33    | 0     |
| 2005/06 | FC Volendam      | Eerste Divisie | 35    | 0     |
| 2006/07 | SC Veendam       | Eerste Divisie | 26    | 0     |
| 2007/08 | SC Veendam       | Eerste Divisie | 33    | 1     |
| 2008/09 | SC Veendam       | Eerste Divisie | 24    | 1     |
| 2009/10 | SC Veendam       | Eerste Divisie | 32    | 1     |
| 2010/11 | SC Veendam       | Eerste Divisie | 23    | 1     |
| 2011/12 | SC Veendam       | Eerste Divisie | 24    | 2     |
| 2012/13 | AGOVV            | Eerste Divisie | 17    | 1     |
| 2012/13 | Sparta Rotterdam | Eerste Divisie | 15    | 0     |
| 2013/14 | FC Den Bosch     | Eerste Divisie | 8     | 0     |
| 2014/15 | SC Telstar       | Eerste Divisie | 19    | 1     |